# ヴァッリ・デル・パズービオ
ヴァッリ・デル・パズービオ（伊: Valli del Pasubio）は、イタリア共和国ヴェネト州ヴィチェンツァ県にある、人口約3,100人の基礎自治体（コムーネ）。

## 地理

### 位置・広がり

#### 隣接コムーネ
隣接するコムーネは以下の通り。括弧内のTNはトレント自治県（トレンティーノ＝アルト・アディジェ州）所属を示す。
- ポージナ
- レコアーロ・テルメ
- スキーオ
- トッレベルヴィチーノ
- トランビレーノ (TN)
- ヴァッラルサ (TN)

### 気候分類・地震分類
気候分類では、zona E, 2815 GGに分類される。
また、イタリアの地震リスク階級 (it) では、zona 2 (sismicità media) に分類される。